# Jaume Josep Ardèvol i Cabrer
Jaume Josep Ardèvol i Cabrer, normalment conegut com a Jaume Ardèvol,  (la Vilella Alta, Priorat, 1773 - Barcelona, 1835) fou un metge, polític i innovador català. Pare de Leandre Ardèvol.

## Biografia

### Joventut
Va estudiar humanitats i filosofia a Tarragona, després inicià la carrera de dret a la Universitat de Cervera i finalment medicina a Osca, fent el doctorat a la de Montpeller el 1800. També tenia coneixements en mineralogia i geologia.
A finals del segle xviii va lluitar amb el grau de capità a la Guerra Gran que enfrontava la monarquia espanyola de Carles IV amb la França republicana en plena Revolució Francesa.

### Investigacions i implicació política
El 1804 va anar a viure a Reus per treballar de metge, ciutat on es va casar i on tingué el seu fill Leandre el 1809. Es tenen notícies que des del 1805 Ardèvol recorria les comarques del Camp de Tarragona i el Priorat fent una àmplia campanya de divulgació del cultiu de la patata, d'acord amb les campanyes de Parmentier a França.
D'ideologia convençudament liberal, a principis del segle xix ja tornava a guerrejar a causa de l'esclat de la Guerra del Francès. Va revalidar el títol de metge que havia obtingut a Montpeller i va ascendir al grau de capità metge. Encara en plena guerra va fundar el diari Periódico Político y Mercantil de la Villa de Reus el 1813, periòdic entusiastament favorable a la Constitució. L'any següent, al sortir publicat a Tarragona El Centinela de la Patria en Reus, que atacava el constitucionalisme del Periódico político y mercantil ... va publicar l'Eco de Reus, per a poder polemitzar ideològicament amb aquell periòdic conservador. Quan finalment Ferran VII va abolir la Constitució Espanyola de 1812, Jaume Josep Ardèvol fou processat i empresonat a la Presó de Pilats de Tarragona entre 1814 i 1815. Pere Anguera diu que el seu empresonament durant 15 mesos carregat de cadenes va ser pel "delicte d'haver estat redactor de la premsa liberal reusenca". Segons el seu biògraf R. Nadal, va ser "el primer patriota que empezó a experimentar en Cataluña los rigores de un despotismo feroz". El 1817 va participar activament en l'organització del pronunciament de Lacy, conseguint comprometre les guarnicions de Reus i Tarragona. Amic personal de l'apotecari instal·lat a Reus Antoni Soriguera, va mantenir amb ell una nodrida correspondència.
Després, el 1818, va inventar una màquina que va anomenar Hidrópota, funcionava a vapor i permetia pujar aigua a un nivell superior d'on es trobés; la va provar amb èxit a Salou el 1819. També va divulgar el procés de blanquejament de teixits mitjançant productes vegetals. I va estudiar la manera de millorar els alambins per destil·lar els alcohols.
Va escriure articles als diaris El Catalán i El Vapor, de Barcelona.
El 1820 Ardèvol va ser escollit com a síndic procurador de l'ajuntament de Reus i comptador de propis de Catalunya. El 1822 actuava de secretari de la diputació provincial de Tarragona i el 1823 era el cap polític de Maó, a Menorca. També el 1822 inspirà i col·laborà en la Diana constitucional política y mercantil de la villa de Reus, periòdic que sorgí emparat per la llibertat d'impremta que comportà la restauració de la Constitució de 1812

### Exili
Però amb la fi del Trienni Liberal i l'arribada d'una onada de repressió i conservadorisme el 1823 va fugir a Gibraltar. Després es va traslladar a Cuba a on va estudiar botànica i diverses llavors locals, i en va enviar algunes al Jardí Botànic de Barcelona per ampliar llur col·lecció. A Cuba també va ser empresonat. Es va exiliar als EUA, on va dedicar-se a l'estudi dels sistemes de regadiu americans i la hidràulica, i es va dedicar també a la navegació i les comunicacions. Va continuar viatjant: a Orà primer, i era altre cop a Gibraltar el 1828. Allà, el governador general i el cap general de l'exèrcit van encarregar-lo del Llatzaret, durant l'epidèmia de febre groga ocorreguda aquell any. Després, el 1831, passà per Portugal i finalment anà a raure a París a on va poder exercir la medicina i a on va publicar un estudi sobre la febre groga. El 1833 es va produir l'amnistia i va poder retornar a Catalunya.

### Últims anys
Un cop a casa la Reial Acadèmia de Medicina i Cirurgia li va encarregar l'estudi de l'epidèmia de còlera morbo que afectava les Terres de l'Ebre. Va morir el 1835 a Barcelona i està enterrat al cementiri del Poblenou.

## Obres
Va ser un dels precursors a Catalunya de l'estadística científica. Cal dir que va signar sempre les seves obres com a Jaume Ardèvol. Algunes d'aquestes són:
- Dissertion économic-chimic-médicale sur la vigne, le vin, et quelques autres de ses produits appliqués a la médicine et aux arts (Montpeller, 1818)
- Ensayo sobre la topografía y estadística de la villa de Reus (Madrid, 1820). Té altres obres científiques com la tesi
- Resumen que manifiesta el estado del vecindario, agricultura, industria y comercio interior y exterior de la villa de Reus, en Cataluña (Madrid, 1821). I un tractat sobre la febre groga:
- Apuntes acerca del cardite intertropical, llamada vulgarmente fiebre amarilla, y vomito negro de los españoles: con indicación de los principales incidentes que precedieron a la última epidemia de Gibraltar (París, 1833)